# Антон I, князь Эстерхази
Антон (Антал), принц Эстерхази де Галанта (11 апреля 1738 — 22 января 1794) принц Венгрии, член богатой семьи Эстерхази. Известен своим покровительством композитору Йозефу Гайдну.

## Жизнь
На момент рождения Антона его отец Николаус Эстерхази носил титул графа Эстерхази де Галанта. Николаус был успешным генералом и лейтенант-фельдмаршалом на австрийской службе, позже достигнувший отличия в битве при Колине (1757 год) в Семилетней войне, ведя свою конницу в победоносной атаке. Когда брат Николауса умер, не оставив наследников, Николаус приобрел семейное наследство, став пятым принцем в линии Эстерхази. Таким образом, он унаследовал значительное состояние, на которое он построил великолепный дворец Эстерхаза в Венгрии и покровительствовал искусству. В частности, он оплатил целый оркестр, а затем и полномасштабную оперную труппу, которой руководил композитор Йозеф Гайдн. Мать Антона, Мария Элизабет, была дочерью Фердинанда Унгнадина, рейхсграфа (имперского графа) фон Вайссенвольфа.
13 января 1763 года Антон женился в Вене на Марии Терезе, Грефине Эрдёди де Моньорокерек и Моносло (1745—1782). Она родила ему четверых детей: Николауса (который унаследовал его как принца), Антона (умершего от ран во время австро-турецкой войны (1787—1791), Терезы и Леопольдина. Когда Мария Тереза умерла в 1782 году, Антон женился на своей второй жене: Марие Анне, Грефине фон Гогенфельд (1768—1848) 9 июля 1785 года в Вене.
Антон был возведен в статус принца (нем. Fürst) в 1783 году и стал правящим принцем после смерти своего отца в 1790 году. Он правил как принц всего четыре года, умерев от внезапной болезни в 1794 году.

## Военная карьера
Во время Семилетней войны Антон служил в полку своего отца и однажды попал в плен к противнику. В 1763 году он получил звание капитана, а в 1780 году — фельдмаршала-лейтенанта, в конечном итоге став главой полка.
Он был капитаном венгерской благородной лейб-гвардии с сентября 1791 года до своей смерти в 1794 году, а в начале войны Первой коалиции командовал автономным корпусом на Верхнем Рейне. Его Корпус участвовал в различных действиях в период с июля по октябрь 1792 года, после чего в 1792 году он получил Командорский крест ордена Св. Стефана; он уже получил Большой крест ордена в 1777 году. Позднее его корпус был включен в состав других воинских формирований.
Он был полковником и владельцем (инхабером) 31-го пехотного полка с ноября 1777 года по октябрь 1780 года, а затем полковником и владельцем 34-го пехотного полка с сентября 1780 года до своей смерти. Он был посвящен в Орден Золотого Руна в 1790 году, а также стал императорским и королевским камергером.

## Антон и Йозеф Гайдн
Антон, пожалуй, лучше всего запомнился в истории как третий из четырех князей Эстерхази, нанявших композитора Йозефа Гайдна в качестве музыкального постановщика своей придворной музыки. По большому счету, он был наименее восторженным из четырех в этом отношении.
Антон знал Гайдна задолго до того, как стал правящим князем. Так, к свадьбе Антона в 1763 году музыкальный ансамбль Эстерхази исполнил оперу Гайдна «Acide» в рамках пышного трехдневного празднования.
Прежде чем Антон стал правящим князем в 1790 году, его отец много тратил на музыку, особенно на оперную труппу. Антон не особо интересовался музыкой и хотел сократить расходы. Таким образом, когда он стал принцем, он уволил большую часть музыкального истеблишмента Эстерхази. Он нанял небольшую гармонию (духовой оркестр), несколько музыкантов для церковной музыки, а также выделил небольшие зарплаты (400 флоринов) чтобы сохранить услуги Гайдна и первого скрипача Луиджи Томазини. Ни от одного из них не ожидалось, что они будут работать на регулярной основе. Уволенным музыкантам, некоторые из которых годами работали на Эстерхази, было выплачено шестинедельное выходное пособие. Антон был не единственным, кто сократил свое музыкальное образование, это был период общего упадка музыкальных сил, спонсируемых аристократией империи.
Джонс предлагает отчет об одной из причин, по которой Антон сокращал расходы: до своего вступления в должность Антон сам был расточительным, а его отец Николаус беспокоился о платежеспособности семьи в долгосрочной перспективе. Когда Антон унаследовал, финансовые дела семьи были переданы в руки куратора, который должен был контролировать средства до тех пор, пока не будет установлено, что финансы стабильны. Таким образом, у Антона были сильные стимулы к сокращению расходов, и, более того, (предполагает Джонс) «желание продемонстрировать, где всегда производилась значительная часть расходов Эстерхази».
Сокращения Антона оказали непреднамеренное, хотя и важное влияние на историю музыки: Гайдн воспользовался своей новой свободой, чтобы посетить Лондон, где он представил множество новых произведений (таких как Лондонские симфонии) на очень успешных публичных концертах, тем самым помогая утвердиться в роли композитора как общественного деятеля, независимого от аристократического патронажа.
Личные отношения между Антоном и Гайдном, похоже, были дружескими. Принц одолжил Гайдну 450 гульденов на оплату его путевых расходов в первое путешествие по Лондону. Когда в 1791 году Антон написал Гайдну, прося его вернуться, чтобы сочинить и поставить оперу, посвященную вступлению Антона в должность лорда-лейтенанта Эденберга, Гайдн отказался, поскольку он заключил договорные обязательства. Композитор опасался за свою работу, но Антон его не уволил.